# Prehistoric Women

Prehistoric Women (1950) este un film de aventuri științifico-fantastic scris și regizat de Gregg C. Tallas. În film interpretează actorii Laurette Luez, Allan Nixon, Joan Shawlee, Judy Landon și Mara Lynn.

## Povestea
Tigri (Laurette Luez) și prietenele sale din epoca de piatră urăsc toți bărbații. Cu toate acestea, ea și tribul ei de amazoane consideră bărbații ca fiind un rău necesar și de aceea îi capturează ca potențiali soți. Engor (Allan Nixon), care este mai inteligent decât restul oamenilor, scapă mereu și nu este prins. El descoperă focul și învinge fiare enorme. După ce în cele din urmă este capturat de către femei, el folosește focul ca să gonească o creatură asemănătoare dragonilor. Femeile sunt impresionate, inclusiv regina lor preistorică. Engor se căsătorește cu Tigri și un nou trib, mai civilizat, apare.